# Szlak rowerowy doliny Werry

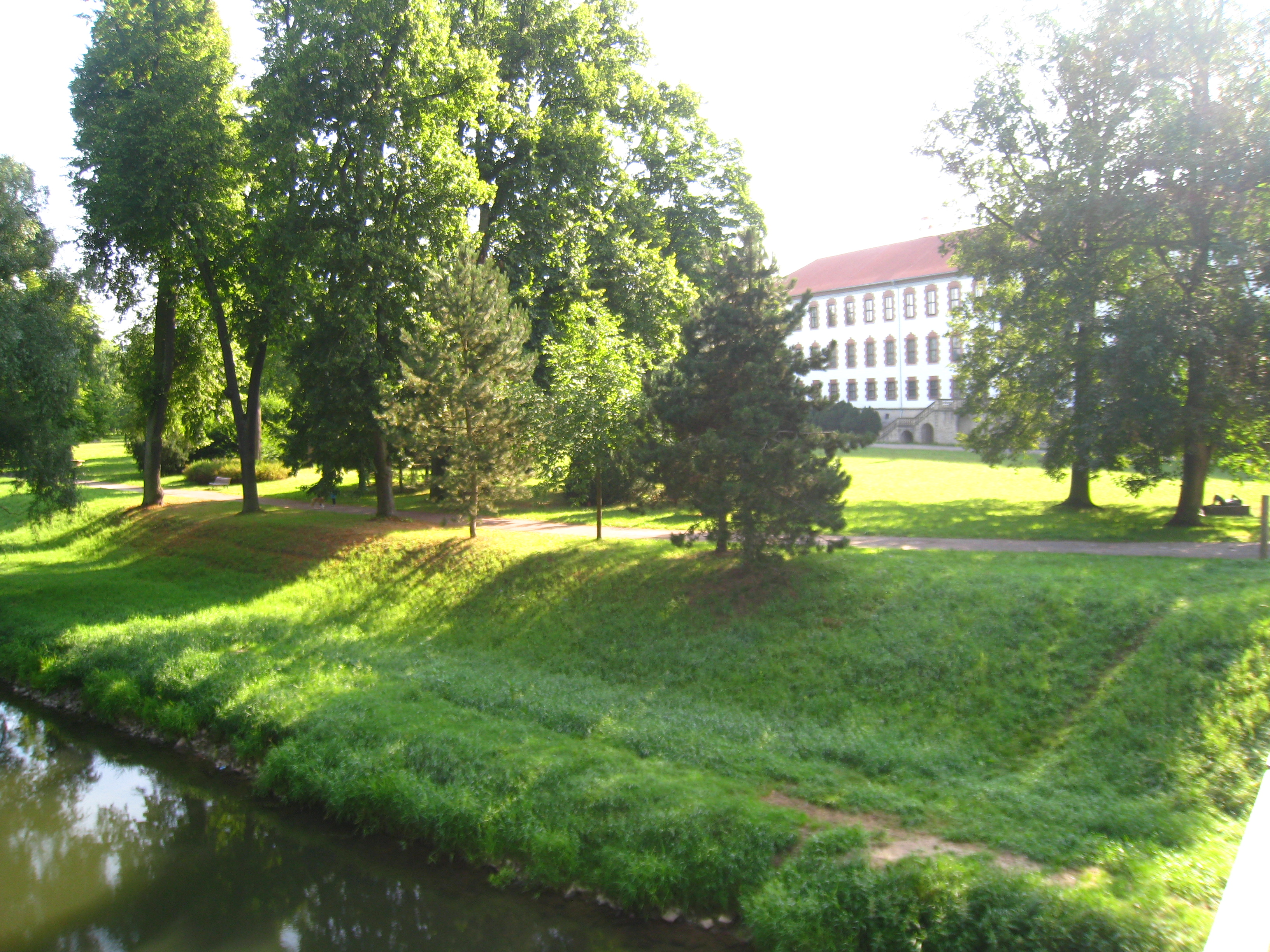
Droga rowerowa w Meiningen przy zamku Elżbiety

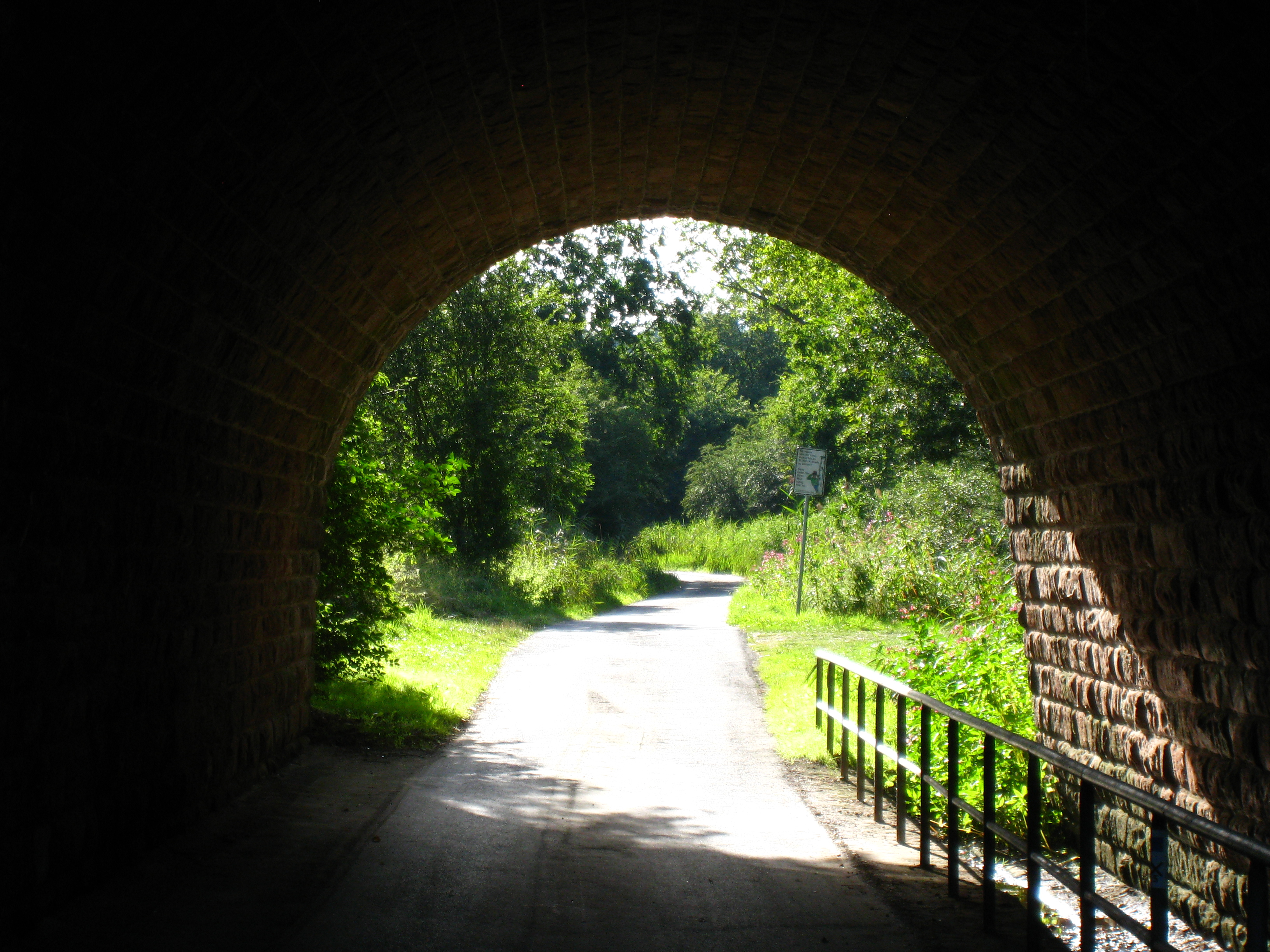
Trasa w pobliżu Gerstungen

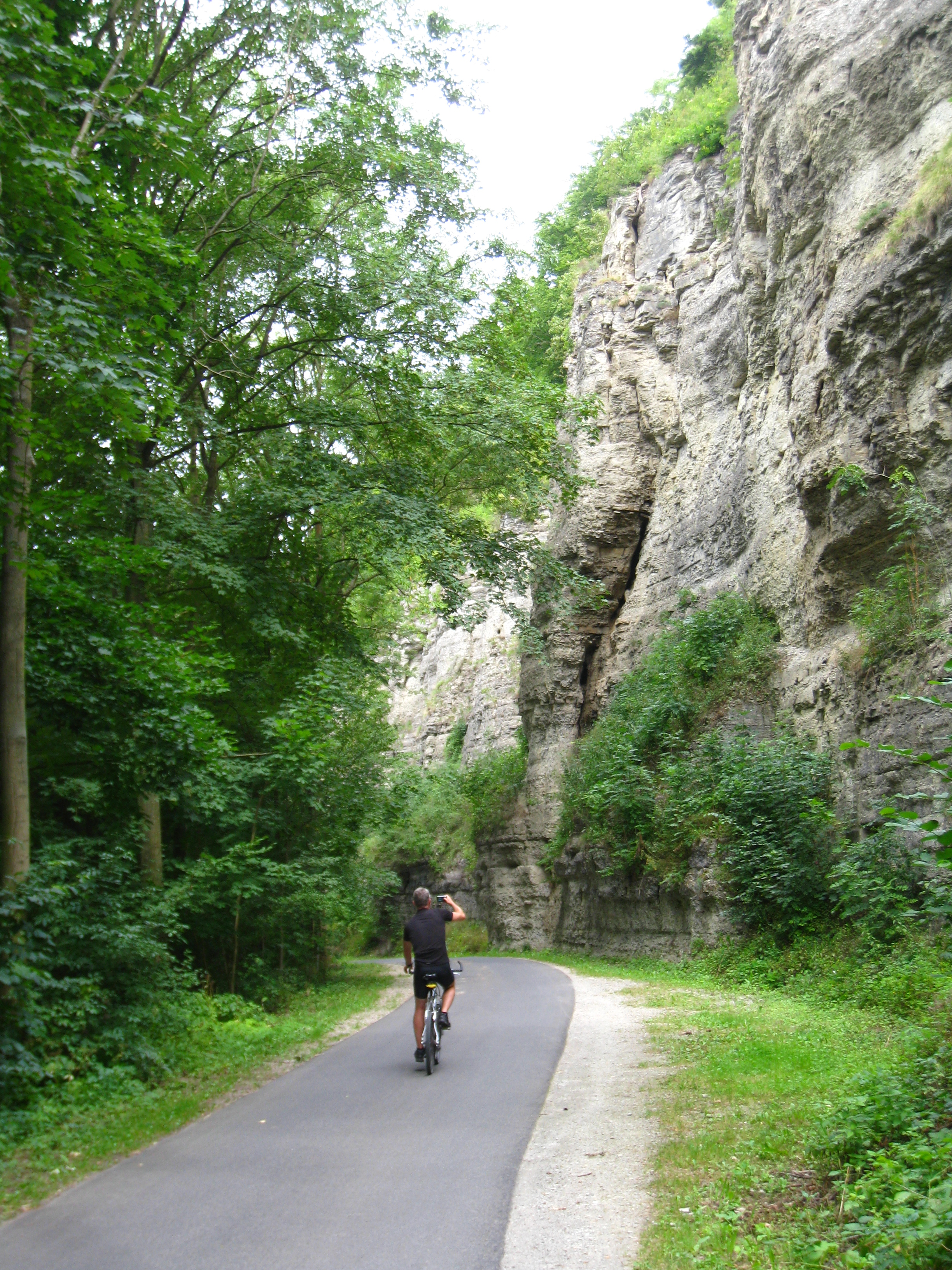
Droga rowerowa w przełomie rzeki Werra w okolicach dzielnicy Treffurtu - Falken

Szlak rowerowy doliny Werry (niem. Werratal-Radweg) – szlak rowerowy wzdłuż rzeki Werry, prowadzący od źródeł rzeki w miejscowościach Fehrenbach i Siegmundsburg do Hann. Münden, gdzie razem z Fuldą tworzy rzekę Wezerę. Całkowita długość trasy to ponad 300 km.
Szlak przebiega przez następujące kraje związkowe Niemiec: Turyngia, Hesja i Dolna Saksonia.

## Przebieg szlaku
- źródła rzeki Werra - Meiningen - ok. 80 km;
- Meiningen - Bad Salzungen - ok. 50 km - szlak rowerowy jedziemy w kierunku dzielnicy Meiningen - Walldorf, następnie przez Wasungen, Wernshausen i Breitungen, gdzie znajdują się bazylika będąca częścią rozwiązanego w XVI wieku klasztoru. Z Breitungen jadąc wzdłuż mało ruchliwej drogi docieramy do Bad Salzungen przejeżdżając przez Immelborn i Barchfeld;
- Bad Salzungen - Eisenach - ok. 80 km - opuszczamy Bad Salzungen przejeżdzając przez dzielnice Unterrohn i Tiefenort z którym można opcjonalnie zwiedzić znajdujące się na wzgórzu ruiny zamku Krayenburg. Następnie szlak prowadzi przez miejscowości Dorndorf, Vacha, Philippsthal, Heringen, Gerstungen, Herleshausen i Hörschel skąd prowadzi odbicie w kierunku Eisenach i największej atrakcji  turystycznej szlaku - zamku Wartburg;
- Eisenach - Eschwege - ok. 60 km - wracamy na trasę w Hörschel i kierujemy się w kierunku północnym do Creuzburg i dalej przez Mihla, Treffurt, Wanfried do Eschwege;
- Eschwege - Hann. Münden - ok. 60 km - wyjeżdżając z Eschwege w kierunku północnym przejeżdżamy w pobliżu okolicznych stawów. Pierwszą większą miejscowością na trasie jest uzdrowisko Bad Sooden-Allendorf, następnie Witzenhausen i Hedemünden;

## Połączenia z innymi szlakami rowerowymi
Szlak rowerowy doliny Werry łączy się m.in. z następującymi innymi szlakami rowerowymi:
- w Meiningen z szlakiem rowerowym Men-Werra, stanowiącym połączenie pomiędzy szlakiem rowerowym doliny rzeki Werry i rzeki Men w Schweinfurt;
- w Bad Salzungen z szlakiem rowerowym Rhön prowadzącym do miasta Hammelburg w Bawarii;
- w Witzenhausen z szlakiem rowerowym doliny Leine, prowadzącym w kierunku Hanoweru;
- w Hann. Münden:
  - z szlakiem rowerowym doliny Wezery, prowadzącym do Bremerhaven, na wybrzeżu Morza Północnego;
  - z szlakiem rowerowym doliny Fuldy, kończącym się tu, a prowadzącym od źródeł rzeki Fulda, na górze Wasserkuppe.